# Адміністративний поділ Гренади
| Карріаку і Мала Мартиніка Сент-Патрік Сент-Ендрю Сент-Девід Сент- Джордж Сент-Джон Сент-Марк КАРИБСЬКЕ МОРЕ ГРЕНАДА |

Гренада складається з 6 парафій і двох залежних територій.

## Адміністративний поділ
| №                                                                               | Парафія        | Столиця       | Площа, км² | Населення, тис. (2001) | Густина, на км² |
| ------------------------------------------------------------------------------- | -------------- | ------------- | ---------- | ---------------------- | --------------- |
| 1                                                                               | Сент-Ендрю     | Гренвілл      | 99         | 24 749                 | 249.98          |
| 2                                                                               | Сенд-Девід     | Сент-Девідс   | 44         | 11 486                 | 261.04          |
| 3                                                                               | Сент-Джордж    | Сент-Джорджес | 65         | 37 057                 | 570.10          |
| 4                                                                               | Сент-Джон      | Гуяв          | 35         | 8591                   | 245.46          |
| 5                                                                               | Сент-Марк      | Вікторія      | 25         | 3994                   | 159.76          |
| 6                                                                               | Сент-Патрік    | Сутерс        | 42         | 10 674                 | 254.14          |
| Два острови Гренадин мають статус залежної території Карріаку і Мала Мартиніка. |                |               |            |                        |                 |
|                                                                                 | Карріаку       | Гіллсборо     | 34         | 6081                   | 178.85          |
|                                                                                 | Мала Мартиніка | Норд-Вілледж  | 2.4        | 900                    | 375.00          |
| Всього                                                                          |                |               | 344        | 102,632                | 298.35          |